# Gare d'Endeavour
La gare d'Endeavour est une gare ferroviaire canadienne. Elle est située au croisement de niveau entre la voie ferrée et la voie routière 1StS en bordure ouest du village Endeavour, dans la province de Saskatchewan.
C'est un point d'arrêt Via Rail Canada desservi, à la demande, par le train Winnipeg - Churchill.

## Service des voyageurs

### Accueil
Point d'arrêt Via Rail Canada de type poteau indicateur.

### Desserte
Endeavour, est desservie, à la demande (sur réservation) par le train Winnipeg - Churchill.

### Intermodalité
Le stationnement des véhicules est possible à proximité.